# Fauchaldonuphis paradoxa
Fauchaldonuphis paradoxa är en ringmaskart som först beskrevs av Jean Louis Armand de Quatrefages de Bréau 1866.  Fauchaldonuphis paradoxa ingår i släktet Fauchaldonuphis och familjen Onuphidae. Inga underarter finns listade i Catalogue of Life.